# Championnat de Belgique de football 1906-1907
Navigation
Saison précédente Saison suivante
Le championnat de Belgique de football 1906-1907 est la douzième saison du championnat de première division belge. Son nom officiel est « Division d'Honneur ». 
Le triple champion en titre, l'Union Saint-Gilloise, n'est pas vraiment inquiété et remporte 17 de ses 18 matches, concédant seulement une défaite lors de la deuxième journée face au Racing CB. Avec ce quatrième titre consécutif, le club saint-gillois égale la performance du Racing. Il faudra attendre plus de 60 ans pour qu'un autre club réussisse pareille performance, le Sporting Anderlecht, qui remportera même cinq titres d'affilée.
Le Racing CB reprend la place de dauphin au FC Brugeois, troisième. En bas de classement, les promus du SC Courtraisien parviennent à se maintenir en Division d'Honneur grâce à la faiblesse du CS Verviétois, qui perd ses dix premiers matches et termine bon dernier avec seulement six points. Le club de la cité lainière est relégué vers les compétitions régionales et remplacé par le vainqueur de la « Division 1 », le Beerschot AC, qui fait son retour une saison après avoir été lui-même relégué.

## Clubs participants
Dix clubs prennent part à la compétition, soit autant que lors de l'édition précédente. Ceux dont le matricule est mis en gras existent toujours aujourd'hui.
| #  | Nom                        | Mat. | Ville     | Terrain                                      | En D1 depuis (série) | Total en D1 | Saison précédente |
| -- | -------------------------- | ---- | --------- | -------------------------------------------- | -------------------- | ----------- | ----------------- |
| 1  | Antwerp Football Club      | 1    | Anvers    | Broodstraat                                  | 1901-1902 (6e)       | 11e         | 7e                |
| 2  | Cercle Sportif Brugeois    | 12   | Bruges    | près de la Smedenpoort                       | 1899-1900 (8e)       | 8e          | 8e                |
| 3  | Football Club Brugeois     | 3    | Bruges    | Het Ratteplein                               | 1898-1899 (9e)       | 10e         | 2e                |
| 4  | Daring Club de Bruxelles   | 2    | Molenbeek | chaussée de Jette, 501                       | 1903-1904 (4e)       | 4e          | 5e                |
| 5  | Léopold Club de Bruxelles  | 5    | Uccle     | Parc Brugmann                                | 1895-1896 (12e)      | 12e         | 6e                |
| 6  | Racing Club de Bruxelles   | 6    | Uccle     | Vivier d'Oie                                 | 1895-1896 (12e)      | 12e         | 3e                |
| 7  | Sporting Club Courtraisien | 19   | Courtrai  | ?                                            | 1906-1907 (1re)      | 1re         | N/A               |
| 8  | Football Club Liégeois     | 4    | Cointe    | Plaine du Champ d'Oiseaux                    | 1895-1896 (12e)      | 12e         | 9e                |
| 9  | Union Saint-Gilloise       | 10   | Uccle     | Rue du Kersberg (actuelle Rue A. Asselbergs) | 1901-1902 (6e)       | 6e          | 1er               |
| 10 | Club Sportif Verviétois    | 8    | Verviers  | ?                                            | 1900-1901 (7e)       | 7e          | 4e                |

### Localisations
| Antwerp SC Courtraisien Bruxelles FC Brugeois CS Brugeois FC Liégeois CS Verviétois |

#### Localisation des clubs bruxellois
les 4 cercles bruxellois sont :
(10) Racing CB
(23) Léopold CB
Union SG
Daring CB

## Déroulement de la saison
Le Racing CB démarre bien ce championnat en alignant 6 victoires consécutives, dont une contre l'Union Saint-Gilloise lors de la deuxième journée (3-2). C'est la seule défaite de la saison pour les champions en titre. À la fin du premier tour, les « Racingmen » piétinent en concédant deux partages, 0-0 contre le Daring CB et 2-2 contre l'Antwerp, puis en s'inclinant (5-2) au CS Brugeois. Les pensionnaires du Vivier d'Oie bouclent le premier tour avec 14 unités et sont devancés par les Unionistes qui viennent d'aligner 7 succès d'affilée et totalisent 16 points.
Lors des neuf rencontres du second tour, l'Union réalise un parcours sans faute avec neuf victoires en neuf matches. Le 17 février 1907, après une victoire 0-2 au Cercle Sportif Brugeois, le club comptabilise 28 points et remporte son quatrième titre national consécutif. Le Racing CB, premier poursuivant des « Jaunes et Bleus », a sept points de retard et seulement trois matches à jouer.
À l'autre bout du tableau, le CS Verviétois est rapidement distancé. Les « Béliers » ne marquent pas le moindre point avant le 13 janvier 1907, soit lors de la onzième journée. Finalement, les « Verts et Blancs » ne comptabilisent que 6 unités et sont relégués.

## Résultats

### Résultats des rencontres
Avec dix clubs engagés, 90 matches sont au programme de la saison. Trois rencontres prévues n'ont pas lieu car une des deux équipes ne s'est pas présentée et a été sanctionnée d'une défaite par forfait. L'Union bénéficie du forfait de deux adversaires, le CS Verviétois et le Léopold CB. La troisième rencontre non jouée est celle opposant le Léopold CB au Daring CB. Prévue le 4 novembre 1906, elle est reportée à la suite du décès inopiné de Jean Dupuich, un jeune joueur du « Léo » âgé d'à peine 20 ans. Le match n'est finalement jamais joué et le Daring est crédité d'une victoire par forfait. Deux ans plus tard, une compétition internationale est baptisée en son honneur, la Coupe Jean Dupuich.
| Résultats (▼dom., ►ext.)                                   | ANT  | CSB | FCB | COU | DAR | LEO  | RAC | USG  | FCL | VER  |
| Antwerp FC                                                 |      | 0-0 | 1-0 | 3-2 | 0-1 | 3-0  | 1-0 | 0-1  | 8-0 | 6-0  |
| CS Brugeois                                                | 2-0  |     | 0-0 | 1-1 | 0-1 | 0-1  | 5-2 | 0-2  | 5-1 | 6-0  |
| FC Brugeois                                                | 2-0  | 5-0 |     | 1-0 | 2-1 | 4-0  | 4-0 | 1-2  | 3-4 | 5-0  |
| SC Courtraisien                                            | 1-2  | 2-3 | 1-3 |     | 2-2 | 3-2  | 1-9 | 1-4  | 2-1 | 4-3  |
| Daring CB                                                  | 4-0  | 4-2 | 0-1 | 4-2 |     | 5-0F | 2-2 | 2-3  | 7-0 | 3-0  |
| Léopold CB                                                 | 1-5  | 1-2 | 0-0 | 5-1 | 2-1 |      | 0-7 | 0-5F | 1-2 | 2-1  |
| Racing CB                                                  | 2-2  | 1-0 | 4-0 | 6-0 | 0-0 | 5-3  |     | 0-2  | 2-0 | 8-0  |
| Union St-Gilloise                                          | 3-2  | 7-0 | 7-0 | 8-0 | 3-2 | 4-2  | 2-3 |      | 8-0 | 5-0F |
| FC Liégeois                                                | 2-1  | 3-6 | 0-1 | 2-4 | 1-3 | 2-0  | 3-5 | 0-2  |     | 2-1  |
| CS Verviétois                                              | 1-10 | 2-0 | 1-4 | 6-2 | 0-5 | 2-3  | 0-7 | 0-3  | 4-2 |      |
| - Victoire à domicile - Match nul - Victoire à l'extérieur |      |     |     |     |     |      |     |      |     |      |

- 5-0F = Forfait, score de forfait infligé car l'équipe décrétée perdante ne s'est pas déplacée ou ne s'est pas présentée.

### Classement final
| Rang | Équipe                 | Pts | J  | G  | N | P  | Bp | Bc | Diff |
| ---- | ---------------------- | --- | -- | -- | - | -- | -- | -- | ---- |
| 1    | UNION SAINT-GILLOISE T | 34  | 18 | 17 | 0 | 1  | 71 | 13 | +58  |
| 2    | Racing CB              | 25  | 18 | 11 | 3 | 4  | 63 | 25 | +38  |
| 3    | FC Brugeois            | 24  | 18 | 11 | 2 | 5  | 36 | 21 | +15  |
| 4    | Daring CB              | 23  | 18 | 10 | 3 | 5  | 47 | 20 | +27  |
| 5    | Antwerp FC             | 20  | 18 | 9  | 2 | 7  | 44 | 22 | +22  |
| 6    | CS Brugeois            | 17  | 18 | 7  | 3 | 8  | 32 | 33 | -1   |
| 7    | Léopold CB             | 11  | 18 | 5  | 1 | 12 | 23 | 52 | -29  |
| 8    | SC Courtraisien        | 10  | 18 | 4  | 2 | 12 | 29 | 65 | -36  |
| 9    | FC Liégois             | 10  | 18 | 5  | 0 | 13 | 25 | 63 | -38  |
| 10   | CS Verviétois          | 6   | 18 | 3  | 0 | 15 | 21 | 77 | -56  |

Légende
- Champion de Belgique 1907
- Club relégué pour la saison suivante

Abréviations
T : Tenant du titre 1906

 : nouveau venu depuis la saison précédente

### Meilleur buteur
Maurice Vertongen (Racing CB) avec 29 buts. Il est le troisième joueur belge à remporter cette distinction.

## «Division 2»
Comme lors des saisons précédentes, une compétition est organisée pour les équipes réserves et quelques clubs débutants, sous l'appellation « Division 2 ». Elle oppose cette année 27 équipes, réparties en quatre groupes géographiques. Les premiers de chaque groupe et le deuxième du groupe Brabant se rencontrent ensuite dans une poule finale, qui porte le nom de « Division 1 ».

### Groupe Anvers
Le Beerschot AC, relégué de Division d'Honneur la saison passée, est opposé à la réserve de l'Antwerp et deux clubs « aspirants », l'Antwerp Football Alliance et le CS Anversois. Comme lors de la saison précédente, ce dernier déclare forfait pour tous ses matches. Finalement, le Beerschot et la réserve de l'Antwerp terminent largement en tête, à égalité de points. Comme aucun critère n'est prévu pour départager deux équipes ex aequo, il est probable qu'un test match soit organisé pour décider quelle équipe participera à la « Division 1 ». On ne trouve cependant aucune trace fiable de ce match.

#### Classement final
| Rang | Équipe                    | Pts | J | G | N | P | Bp | Bc | Diff |
| ---- | ------------------------- | --- | - | - | - | - | -- | -- | ---- |
| 1    | Beerschot AC              | 10  | 6 | 5 | 0 | 1 | 57 | 7  | +50  |
| 2    | Rés. Antwerp FC           | 10  | 6 | 5 | 0 | 1 | 25 | 5  | +20  |
| 3    | Antwerp Football Alliance | 4   | 6 | 2 | 0 | 4 | 12 | 52 | -40  |
| 4    | CS Anversois              | 0   | 6 | 0 | 0 | 6 | 0  | 30 | -30  |

### Groupe Brabant
Onze équipes sont engagées dans ce groupe, divisé en deux poules pour limiter le nombre de matches. Les deux premiers de chaque poule participent ensuite au tour final régional, dont les deux premiers se qualifient pour la « Division 1 ». 

#### Brabant A
Le classement retrouvé est fiable mais il n'y a aucune source fiable qui mentionne les buts inscrits de manière sûre.

##### Classement final
| Rang | Équipe                               | Pts | J  | G  | N | P | Bp | Bc | Diff |
| ---- | ------------------------------------ | --- | -- | -- | - | - | -- | -- | ---- |
| 1    | Rés. Daring CB                       | 20  | 10 | 10 | 0 | 0 | 0  | 0  | 0    |
| 2    | Excelsior SC                         | 16  | 10 | 8  | 0 | 2 | 0  | 0  | 0    |
| 3    | Athletic & Running Club de Bruxelles | 10  | 10 | 5  | 0 | 5 | 0  | 0  | 0    |
| 4    | Scaring FC Ensival                   | 10  | 10 | 5  | 0 | 5 | 0  | 0  | 0    |
| 5    | Albert CB                            | 2   | 10 | 1  | 0 | 9 | 0  | 0  | 0    |
| 6    | Stade Louvaniste                     | 2   | 10 | 1  | 0 | 9 | 0  | 0  | 0    |

#### Brabant B
Le classement retrouvé est fiable mais il n'y a aucune source fiable qui mentionne les résultats des rencontres de manière sûre.

##### Classement final
| Rang | Équipe                 | Pts | J | G | N | P | Bp | Bc | Diff |
| ---- | ---------------------- | --- | - | - | - | - | -- | -- | ---- |
| 1    | Atheneum VV Stockel    | 0   | 0 | 0 | 0 | 0 | 0  | 0  | 0    |
| 2    | Olympia CB             | 0   | 0 | 0 | 0 | 0 | 0  | 0  | 0    |
| 3    | Rés. Racing CB         | 0   | 0 | 0 | 0 | 0 | 0  | 0  | 0    |
| 4    | Rés. Union St-Gilloise | 0   | 0 | 0 | 0 | 0 | 0  | 00 | 0    |
| 5    | Rés. Léopold CB        | 0   | 0 | 0 | 0 | 0 | 0  | 0  | 0    |

#### Tour final du Brabant
Le classement retrouvé est fiable mais il n'y a aucune source fiable qui mentionne les résultats des rencontres de manière sûre.

##### Classement final
| Rang | Équipe              | Pts | J | G | N | P | Bp | Bc | Diff |
| ---- | ------------------- | --- | - | - | - | - | -- | -- | ---- |
| 1    | Atheneum VV Stockel | 0   | 0 | 0 | 0 | 0 | 0  | 0  | 0    |
| 2    | Olympia CB          | 0   | 0 | 0 | 0 | 0 | 0  | 0  | 0    |
| 3    | Excelsior SC        | 0   | 0 | 0 | 0 | 0 | 0  | 0  | 0    |
| 4    | Rés. Daring CB      | 0   | 0 | 0 | 0 | 0 | 0  | 0  | 0    |

### Groupe Flandres
Les réserves des deux équipes brugeoises sont opposées aux deux équipes gantoises que l'on retrouve en Division 2 depuis plusieurs saisons, l'AA La Gantoise et le RC de Gand, ainsi qu'au FC Mouscron. Le SC Méninois est inscrit pour la première fois mais se retire avant le début de la compétition. Les deux clubs gantois dominent largement leur groupe et terminent en tête à égalité de points. Un test-match est organisé pour les départager, remporté par La Gantoise, qui se qualifie donc pour la « Division 1 ».

#### Classement final
| Rang | Équipe           | Pts | J | G | N | P | Bp | Bc | Diff |
| ---- | ---------------- | --- | - | - | - | - | -- | -- | ---- |
| 1    | AA La Gantoise   | 14  | 8 | 7 | 0 | 1 | 50 | 8  | +42  |
| 2    | RC de Gand       | 14  | 8 | 7 | 0 | 1 | 34 | 13 | +21  |
| 3    | Rés. CS Brugeois | 6   | 8 | 3 | 0 | 5 | 16 | 23 | -7   |
| 4    | Rés. FC Brugeois | 6   | 8 | 3 | 0 | 5 | 13 | 33 | -20  |
| 5    | FC Mouscron      | 0   | 8 | 0 | 0 | 8 | 8  | 44 | -36  |
| 6    | SC Méninois      | 0   | 0 | 0 | 0 | 0 | 0  | 0  | 0    |

#### Test-match pour désigner le club qualifié
| Match                       | Résultat |
| --------------------------- | -------- |
| AA La Gantoise - RC de Gand | 4-0      |
| AA La Gantoise qualifié     |          |

### Groupe Liège
Plusieurs clubs habitués de la « Division 2 » participent encore cette année à la compétition. Le Standard FC Liégeois termine en tête du groupe et se qualifie pour la « Division 1 ». Le classement est certain mais les résultats des rencontres ne sont pas connus avec certitude.

#### Classement final
| Rang | Équipe                     | Pts | J | G | N | P | Bp | Bc | Diff |
| ---- | -------------------------- | --- | - | - | - | - | -- | -- | ---- |
| 1    | Standard FC Liégeois       | 0   | 0 | 0 | 0 | 0 | 0  | 0  | 0    |
| 2    | SC Theux                   | 0   | 0 | 0 | 0 | 0 | 0  | 0  | 0    |
| 3    | FC Bressoux                | 0   | 0 | 0 | 0 | 0 | 0  | 0  | 0    |
| 4    | US Verviétoise             | 0   | 0 | 0 | 0 | 0 | 0  | 0  | 0    |
| 5    | Skill FC des Cristalleries | 0   | 0 | 0 | 0 | 0 | 0  | 0  | 0    |
| 6    | Rés. CS Verviétois         | 0   | 0 | 0 | 0 | 0 | 0  | 0  | 0    |

## «Division 1»
Les cinq clubs qualifiés disputent un mini-championnat pour désigner le club promu en Division d'Honneur. Les résultats ne sont pas connus mais le classement donné est certain. Le Beerschot remporte la compétition et retrouve ainsi le championnat principal pour la saison prochaine.

### Classement final
| Rang | Équipe               | Pts | J | G | N | P | Bp | Bc | Diff |
| ---- | -------------------- | --- | - | - | - | - | -- | -- | ---- |
| 1    | BEERSCHOT AC         | 0   | 0 | 0 | 0 | 0 | 0  | 0  | 0    |
| 2    | Atheneum VV Stockel  | 0   | 0 | 0 | 0 | 0 | 0  | 0  | 0    |
| 3    | AA La Gantoise       | 0   | 0 | 0 | 0 | 0 | 0  | 0  | 0    |
| 4    | Standard FC Liégeois | 0   | 0 | 0 | 0 | 0 | 0  | 0  | 0    |
| 5    | Olympia CB           | 0   | 0 | 0 | 0 | 0 | 0  | 0  | 0    |

## Récapitulatif de la saison
- Champion : Union Saint-Gilloise (4e titre)
- Troisième équipe à remporter quatre titres de champion de Belgique
- Deuxième équipe à remporter quatre titres consécutifs
- Neuvième titre pour la province de Brabant

| Région flamande (4)             | Région flamande (4) | Province de Brabant (4)      | Province de Brabant (4) | Région wallonne (2)    | Région wallonne (2) |
| ------------------------------- | ------------------- | ---------------------------- | ----------------------- | ---------------------- | ------------------- |
| Province d'Anvers               | 1                   | Région de Bruxelles-Capitale | 4                       | Province de Hainaut    | 0                   |
| Province de Flandre-Occidentale | 3                   | Province du Brabant flamand  | 0                       | Province de Liège      | 2                   |
| Province de Flandre-Orientale   | 0                   | Province du Brabant wallon   | 0                       | Province de Luxembourg | 0                   |
| Province de Limbourg            | 0                   |                              |                         | Province de Namur      | 0                   |

1. ↑  Au niveau footballistique, la province de Brabant est toujours unitaire malgré sa partition territoriale en 1995.

### Admission et relégation
Depuis la saison précédente, un système de promotion et de relégation est mis en place entre la Division d'Honneur et la Division 1. Classé dernier du championnat, le CS Verviétois est relégué vers les séries régionales. Il est remplacé par le Beerschot AC, vainqueur de la Division 1, qui revient dans le championnat national après une saison.

### Débuts en séries nationales
Un club fait ses débuts en séries nationales. Il est le 20e club différent à y apparaître:
- SC Courtraisien est le cinquième club de Flandre-Occidentale à jouer en séries nationales belges.

### Bilan de la saison
| Championnat de Belgique de football 1906-1907 |                                 |
| Champion                                      | Union Saint-Gilloise (4e titre) |
| Dauphin                                       | Racing Club de Bruxelles        |
| Promotions et relégations                     |                                 |
| Promus en Division d'Honneur                  | Beerschot AC                    |
| Relégués                                      | CS Verviétois                   |